# Callistethus masayukii
Callistethus masayukii är en skalbaggsart som beskrevs av Yuiti Wada 2000. Callistethus masayukii ingår i släktet Callistethus och familjen Rutelidae. Inga underarter finns listade.